# Metilisana-tiol-koenzim M metiltransferaza
Metilisana-tiol-koenzim M metiltransferaza (EC 2.1.1.251, mtsA (gen)) je enzim sa sistematskim imenom metilated-tiol:koenzim M metiltransferaza. Ovaj enzim katalizuje sledeću hemijsku reakciju
metantiol + koenzim M {\displaystyle \rightleftharpoons } metil-KoM + vodonik sulfid (sveukupna reakcija)
(1a) metantiol + [(I) metilisani-tiol-specifični korinoidni protein] {\displaystyle \rightleftharpoons } [metil-(III) metilisani-tiol-specifični korinoidni protein] + vodonik sulfid
(1b) [metil-(III) metilisani-tiol-specifični korinoidni protein] + koenzim M {\displaystyle \rightleftharpoons } metil-KoM + [(I) metilisani-tiol-specifični korinoidni protein]
Ovaj enzim učestvuje u metanogenezi metilisanih tiola, poput metan tiola, dimetil sulfida, i 3-S-metilmerkaptopropionata.

## Literatura
- Nicholas C. Price; Lewis Stevens (1999). Fundamentals of Enzymology: The Cell and Molecular Biology of Catalytic Proteins (Third изд.). USA: Oxford University Press. ISBN 019850229X.
- Eric J. Toone (2006). Advances in Enzymology and Related Areas of Molecular Biology, Protein Evolution (Volume 75 изд.). Wiley-Interscience. ISBN 0471205036.
- Branden C; Tooze J. Introduction to Protein Structure. New York, NY: Garland Publishing. ISBN 0-8153-2305-0.
- Irwin H. Segel. Enzyme Kinetics: Behavior and Analysis of Rapid Equilibrium and Steady-State Enzyme Systems (Book 44 изд.). Wiley Classics Library. ISBN 0471303097.

## Spoljašnje veze
- Methylated-thiol---coenzyme+M+methyltransferase на 